# Gianluca Petecof
Gianluca de Castro Petecof (São Paulo, 14 de novembro de 2002) é um automobilista brasileiro que atualmente compete na Stock Car Pro Series pela equipe Car Racing KTF. Estreou na categoria em 2022, pela Full Time Sports. Ele foi o campeão da Formula Regional Europeia em 2020. Petecof é ex-membro da Academia Shell Racing e também da Academia de Pilotos da Ferrari.

## Biografia
Nascido em São Paulo, Gianluca de Castro Petecof é filho do empresário Fabrizio Petecof e de Mariana Vieira, tendo uma irmã cinco anos mais nova chamada Manuela. Ele foi viver em Miami com a família aos doze anos, para dar sequência à sua carreira como piloto. Posteriormente, aos quinze, se mudou para a Itália, para competir nas categorias de monopostos da Europa. Petecof é fluente em inglês e em italiano.
Em 2022, foi revelado que Petecof teve dificuldades para tirar sua CNH, mesmo já sendo piloto profissional e competindo regularmente na Stock Car. O próprio piloto fez brincadeiras com a situação e se justificou, dizendo que há diferenças entre "pilotar e dirigir", já que os pilotos enfatizam mais a rapidez, enquanto os motoristas precisam ficar atentos a si mesmos e ao que acontece em seu redor.
Nas horas vagas, Petecof é DJ. Ele é corintiano e se declarou "fã roxo" do basquete e dos Lakers, time da NBA, e disse acompanhar os Pittsburgh Steelers, time da NFL. Seu ídolo no automobilismo é Sebastian Vettel, com Petecof dizendo que se inspirava no alemão que começou a sua sequência de títulos na F1 enquanto o paulistano iniciava sua jornada no kart, e que o admirava por suas atitudes dentro e fora das pistas.

## Carreira

### Cartismo
Gianluca compete no kart desde os sete anos, tendo iniciado sua paixão pelo automobilismo por influência de seu pai, disputando e acumulando vitórias e títulos no Brasil, Estados Unidos e na Europa. Dentre suas conquistas, estão o Campeonato Carioca de Kart na categoria Mirim em 2011, o Brasileiro de Kart na categoria Júnior Menor em 2013, o Florida Winter Tour e a Rok Cup USA em 2014. Ele disputou o Mundial de Kart em 2016, ficando na quinta colocação na classe OK Junior. Nessa época, ele começou a ser apoiado pela Academia Shell Racing. E em 2017, disputou o Mundial de Kart na classe OK, ficando em sexto lugar. Seus resultados atraíram a atenção da Ferrari, que o recrutou para sua academia de jovens pilotos.

### Fórmula 4
Em 2018 estreou em carros monoposto na Fórmula Italiana e Alemã. Na Fórmula 4 Italiana foi companheiro do seu compatriota Enzo Fittipaldi na Prema. Gianluca fez uma boa temporada de estreia, conquistando uma vitória e cinco pódios, terminando o campeonato na quarta colocação com 186 pontos. Já na Fórmula 4 Alemã, teve um pouco mais de dificuldade, conquistando apenas um pódio e acabando o campeonato na décima colocação com 92 pontos.
Já em 2019, brigou pelo título da Fórmula 4 Italiana com Dennis Hauger, ficando com o vice-campeonato, conquistando 233 pontos, quatro vitórias, oito pódios e duas poles. Na Fórmula 4 Alemã, ficou com a quinta colocação, com 164 pontos, uma vitória, cinco pódios e duas poles.

### Fórmula Regional Europeia

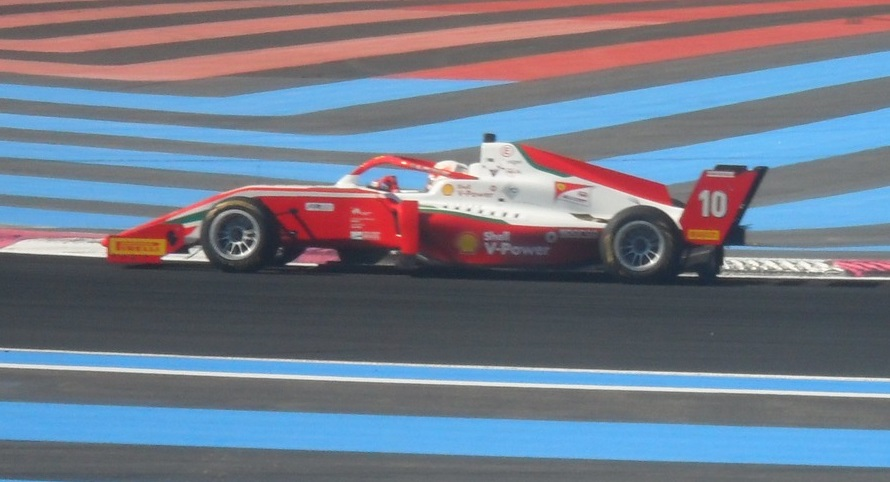
Petecof na etapa de Le Castellet da FRECA em 2020

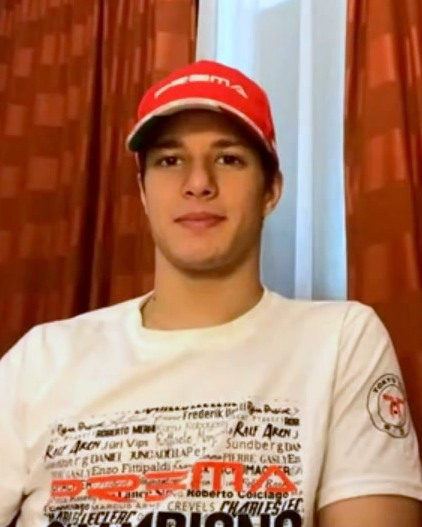
Gianluca Petecof em 2020

Em 2020, seguiu com a equipe Prema para a disputa do Campeonato de Fórmula Regional Europeia, tendo Arthur Leclerc, Oliver Rasmussen e Jamie Chadwick como companheiros de equipe. Gianluca manteve a ponta em grande parte do campeonato, tendo conquistando 4 vitórias essenciais na primeira metade do campeonato que o manteve com bons pontos até a etapa final em Vallelunga, onde saiu campeão após o seu companheiro Arthur Leclerc não completar a última corrida. Com o título da Fórmula Regional, garantiu os 40 pontos necessários da superlicença. Essa temporada foi particularmente difícil para Petecof, que perdeu o patrocínio da Shell por causa da pandemia, e correu sério risco de não terminá-la.

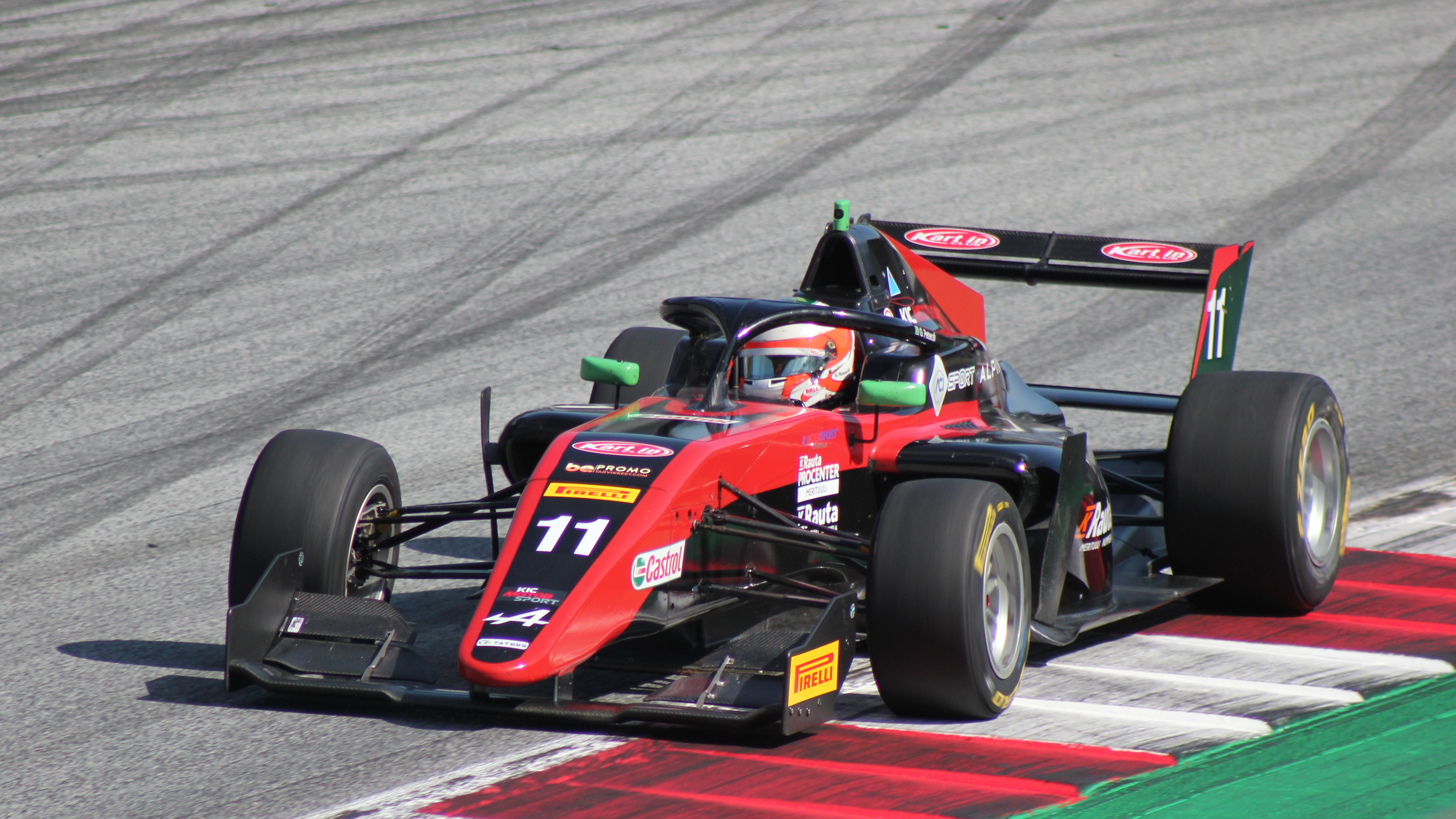
Petecof na etapa de Spielberg da FRECA em 2021

Era esperado que a Prema promovesse o campeão da FRECA para a Fórmula 3 em 2021, mas como Petecof não foi capaz de conseguir mais patrocínio do que Arthur Leclerc, foi preterido em favor do monegasco, que também é irmão mais novo do piloto de Fórmula 1 Charles Leclerc. Assim, Petecof retornou à competição em 2021, para disputar algumas rodadas com a KIC Motorsport. Seu melhor resultado foi um oitavo lugar na corrida 1 de Mugello, e ele ficou em vigésimo segundo lugar, com cinco pontos.

### Fórmula 2
Em 8 de fevereiro de 2021, foi anunciado que Petecof havia sido contratado pela equipe Campos Racing para a disputa da temporada de 2021 da Fórmula 2, sendo companheiro do veterano suíço Ralph Boschung. Petecof sofreu com as instabilidades do carro, tendo abandonado três das seis corridas que disputou, e o máximo que alcançou foi um 13º lugar na corrida 2 do Barém. A permanência de Petecof na equipe e na categoria dependia de patrocínio, mas como o paulistano não conseguiu angariar fundos, foi dispensado após disputar as duas primeiras rodadas do campeonato, no início de junho de 2021. Petecof foi substituído por Matteo Nannini a partir da etapa de Bacu.

### Fórmula 1
Petecof foi da Ferrari Driver Academy entre 2017 e 2020. Ele se juntou à academia ainda em seus tempos de kart, e era visto como um potencial piloto de Fórmula 1 no futuro. Nessa época, o tetracampeão da F1 Sebastian Vettel o elogiou bastante e chegou a dizer que esperava que Petecof fosse o próximo brasileiro a correr na F1. Após sua saída, Petecof revelou ter recebido proposta para continuar em 2021, mas que ele preferiu recusar, comentando também que a política e a influência dos Leclercs na Ferrari pesaram contra ele. Posteriormente, Petecof afirmou que não sonhava mais em correr na Fórmula 1, afirmando que seu principal objetivo na carreira era ser "piloto de corridas", e que ele tinha se encontrado na Stock Car.

### Stock Car
Sem espaço no automobilismo internacional, Petecof retornou ao Brasil para disputar as cinco primeiras etapas da temporada 2022 da Stock Car Pro Series. Correndo no carro 101 da Full Time Sports, ele teve como companheiro o ex-F1 Rubens Barrichello, que viria a ser bicampeão da Stock naquele ano. O melhor resultado de Petecof em sua temporada de estreia foi um quarto lugar na corrida do Galeão. Ele retornou para a etapa final em Interlagos, e ao todo, somou 42 pontos e encerrou o ano em trigésimo lugar.

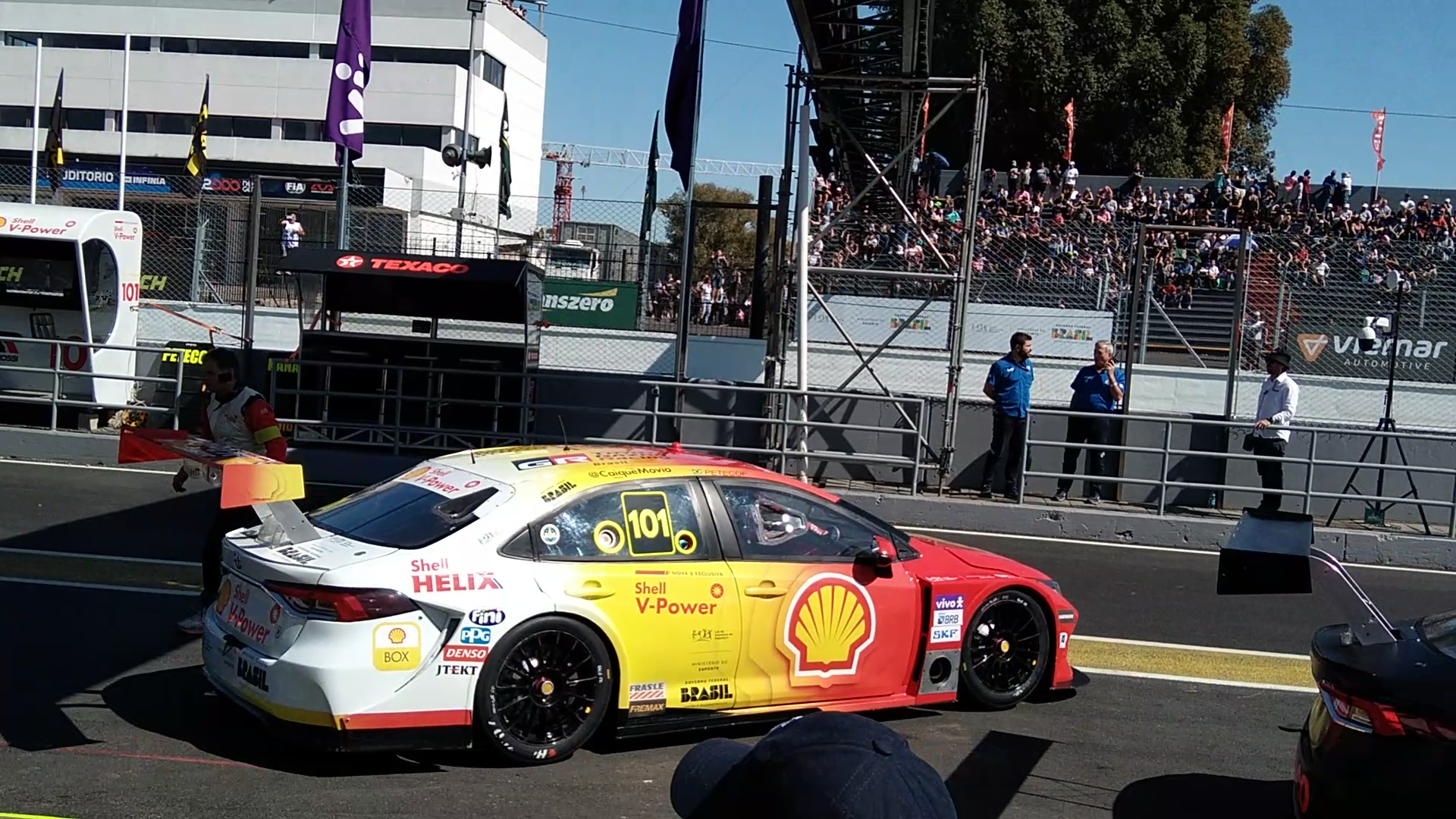
Petecof durante o GP de Buenos Aires da Stock Car em 2023

Petecof seguiu na Full Time para 2023, agora fazendo a temporada completa, correndo ao lado do argentino Matías Rossi. O paulistano foi constante na zona de pontos e ainda obteve três pódios, com seu melhor resultado sendo o segundo lugar na corrida 1 do Velo Città. Ele ficou em 13º no campeonato, somando 205 pontos, o que o consagrou como o melhor estreante dos últimos 15 anos.
Em 2024, Petecof teve a companhia de Arthur Leist na Full Time, e conquistou mais dois pódios, com um deles sendo a sua primeira vitória na Stock Car, que foi na corrida 1 do Velopark, na qual ele largou da pole e controlou a vantagem até o fim. Esta corrida, além de ser a centésima em terras gaúchas, ainda foi a primeira competição automobilística feita no Rio Grande do Sul após as enchentes, o que motivou uma celebração ainda maior de Petecof, que afirmou ter finalmente chegado aos "dias de glória, após muitos dias de luta". Ele finalizou o ano em 24º, com 415 pontos.
Em abril de 2025, foi anunciada a transferência de Petecof para a Car Racing KTF. Com isso, ele passa a guiar o novo Mitsubishi Eclipse Cross e será companheiro de Felipe Baptista. Petecof conquistou a sua primeira vitória do ano na corrida sprint de Cascavel.

## Resultados

### Resumo da carreira
| Temporada | Categoria                 | Equipe                | Corridas | Vitórias | Poles | V.M.R. | Pódios | Pts. | Pos. |
| --------- | ------------------------- | --------------------- | -------- | -------- | ----- | ------ | ------ | ---- | ---- |
| 2018      | Fórmula 4 Italiana        | Prema Theodore Racing | 18       | 1        | 0     | 1      | 5      | 186  | 4º   |
| 2018      | ADAC Fórmula 4            | Prema Theodore Racing | 21       | 0        | 0     | 0      | 1      | 92   | 10º  |
| 2019      | Fórmula 4 Italiana        | Prema Powerteam       | 21       | 4        | 2     | 2      | 8      | 233  | 2º   |
| 2019      | ADAC Fórmula 4            | Prema Powerteam       | 20       | 1        | 2     | 3      | 5      | 164  | 5º   |
| 2020      | Fórmula Regional Europeia | Prema Powerteam       | 23       | 4        | 5     | 7      | 14     | 359  | 1º   |
| 2021      | Fórmula 2                 | Campos Racing         | 6        | 0        | 0     | 0      | 0      | 0    | 27º  |
| 2021      | Fórmula Regional Europeia | KIC Motorsport        | 8        | 0        | 0     | 0      | 0      | 5    | 22º  |
| 2022      | Stock Car Pro Series      | Full Time Sports      | 12       | 0        | 0     | 0      | 0      | 42   | 30º  |
| 2023      | Stock Car Pro Series      | Full Time Sports      | 23       | 0        | 0     | 0      | 3      | 205  | 13º  |
| 2024      | Stock Car Pro Series      | Full Time Sports      | 24       | 1        | 0     | 0      | 2      | 415  | 24º  |
| 2025      | Stock Car Pro Series      | Car Racing KTF        | 0        | 0        | 0     | 0      | 0      | 0    | ?*   |

(*) Temporada ainda em andamento.

### Resultados na Fórmula Regional Europeia
(Legenda) Corridas em negrito indicam pole position; em itálico indicam a volta mais rápida.
| Ano  | Equipe          | 1       | 2     | 3       | 4       | 5       | 6       | 7     | 8     | 9       | 10      | 11      | 12      | 13      | 14      | 15      | 16      | 17      | 19    | 19      | 20      | 21      | 22      | 23      | 24      | Class. | Pts. |
| ---- | --------------- | ------- | ----- | ------- | ------- | ------- | ------- | ----- | ----- | ------- | ------- | ------- | ------- | ------- | ------- | ------- | ------- | ------- | ----- | ------- | ------- | ------- | ------- | ------- | ------- | ------ | ---- |
| 2020 | Prema Powerteam | MIS 1 4 | MIS 2 | MIS 3 1 | LEC 1 2 | LEC 2 1 | LEC 3 2 | RBR 1 | RBR 2 | RBR 3 1 | MUG 1 4 | MUG 2 3 | MUG 3 2 | MNZ 1 2 | MNZ 2 6 | MNZ 3 2 | CAT 1 5 | CAT 2 6 | CAT 3 | IMO 1 8 | IMO 2 3 | IMO 3 4 | VAL 1 4 | VAL 2 C | VAL 3 5 | 1º     | 359  |

### Resultados na Fórmula 2 FIA
| Ano  | Equipe        | 1          | 2          | 3           | 4           | 5           | 6          | 7       | 8       | 9       | 10      | 11      | 12      | 13      | 14      | 15      | 16      | 17      | 19      | 19      | 20      | 21      | 22      | 23      | 24      | Class. | Pts. |
| ---- | ------------- | ---------- | ---------- | ----------- | ----------- | ----------- | ---------- | ------- | ------- | ------- | ------- | ------- | ------- | ------- | ------- | ------- | ------- | ------- | ------- | ------- | ------- | ------- | ------- | ------- | ------- | ------ | ---- |
| 2021 | Campos Racing | BAR SP1 17 | BAR SP2 13 | BAR FEA RET | MON SP1 RET | MON SP2 RET | MON FEA 16 | BAC SP1 | BAC SP2 | BAC FEA | SIL SP1 | SIL SP2 | SIL FEA | MNZ SP1 | MNZ SP2 | MNZ FEA | SOC SP1 | SOC SP2 | SOC FEA | GID SP1 | GID SP2 | GID FEA | YAS SP1 | YAS SP2 | YAS FEA | 23º    | 0    |

### Resultados completos da Stock Car Pro Series
(Legenda) Corridas em negrito indicam pole position; em itálico indicam a volta mais rápida.
| Ano  | Equipe           | Carro          | 1        | 2        | 3         | 4         | 5        | 6        | 7        | 8         | 9        | 10       | 11       | 12       | 13       | 14        | 15        | 16      | 17      | 18        | 19        | 20        | 21       | 22        | 23        | 24        | 25       | Pos. | Pts. |
| ---- | ---------------- | -------------- | -------- | -------- | --------- | --------- | -------- | -------- | -------- | --------- | -------- | -------- | -------- | -------- | -------- | --------- | --------- | ------- | ------- | --------- | --------- | --------- | -------- | --------- | --------- | --------- | -------- | ---- | ---- |
| 2022 | Full Time Sports | Toyota Corolla | INT 1 22 | GOI 1 30 | GOI 2 Ret | RIO 1 15  | RIO 2 4  | VCA 1 19 | VCA 2 26 | VEL 1 Ret | VEL 2 13 | VEL 1 16 | VEL 2 17 | INT 1    | INT 2    | VCA 1     | VCA 2     | SCZ 1   | SCZ 2   | GOI 1     | GOI 2     | GOI 1     | GOI 2    | INT 1 Ret | INT 2 DNS |           |          | 30º  | 42   |
| 2023 | Full Time Sports | Toyota Corolla | GOI 1 24 | GOI 2 18 | INT 1 Ret | INT 2 DNS | TAR 1 13 | TAR 2 10 | CAS 1 19 | CAS 2 13  | INT 1 9  | INT 2 8  | VCA 1 2  | VCA 2 4  | GOI 1 13 | GOI 2 4   | VEL 1 3   | VEL 2 4 | BUE 1 3 | BUE 2 5   | VCA 1 18  | VCA 2 Ret | CAS 1 20 | CAS 2 Ret | INT 1 22  | INT 2 Ret |          | 13º  | 205  |
| 2024 | Full Time Sports | Toyota Corolla | GOI 1 22 | GOI 2 18 | VCA 1 Ret | VCA 2 C   | INT 1 19 | INT 2 22 | CAS 1 18 | CAS 2 DSQ | VCA 1 10 | VCA 2 14 | VCA 3 18 | GOI 1 11 | GOI 2 19 | BLH 1 23† | BLH 2 Ret | VEL 1   | VEL 2 3 | BUE 1 21† | BUE 2 Ret | URU 1 25  | URU 2 15 | GOI 1 25  | GOI 2 21  | INT 1 14  | INT 2 17 | 24º  | 415  |

† O piloto não terminou, mas foi classificado por ter completado mais de 90% da distância da corrida.
* Temporada ainda em andamento.